# Sero Electric
Sero Electric LLC – argentyński producent elektrycznych mikrosamochodów z siedzibą w Buenos Aires, działający od 2010 roku.

## Historia
Przedsiębiorstwo Sero Electric założył Pablo Naya w 2010 roku w Buenos Aires, za cel obierając rozwój i produkcję pierwszych w historii argentyńskiego przemysłu motoryzacyjnego samochodów elektrycznych lokalnej konstrukcji. Inspiracją dla pojazdów Sero była obserwacja rozwijającego się dynamicznie rynku elektrycznych mikrosamochodów w Europie na przełomie pierwszej i drugiej dekady XXI wieku. Do realizacji projektu wykorzystano kwotę 4 milionów dolarów, a do jego realizacji przystąpiono w 2015 roku.
Prace nad pierwszym pojazdem Sero Electric dobiegły końca w 2019 roku, kiedy to we wrześniu przedstawiono oficjalnie rodzinę mikrosamochodów o osobowo-dostawczej charakterystyce, z cenami zaczynającymi się od pułapu 9 tysięcy dolarów. Do użytku cywilnego zbudowano model Sero Sedan, z kolei do użytku komercyjnego powstało Cargo dostępne jako pickup lub furgon. W lutym 2021 Sero Electric nawiązało współpracę z brazylijskim przedsiębiorstwem Movi Electric, które rozpoczęło w tym kraju produkcję linii modelowej Sero z myślą o dynamicznie rozwijającym się rynku w Brazylii.

## Modele samochodów

### Obecnie produkowane
- Sedan
- Cargo